# دوتسفيل
دوتسفيل (بالألمانية: Dozwil) هي بلدية سويسرية تتبع لمقاطعة أربون في كانتون تورغاو. تبلغ مساحتها 1.32 كيلومتر مربع، ويقدر عدد سكانها بـ 683 نسمة (حسب تعداد ديسمبر 2015).